# Kuntaw
Kuntaw is een Zuidoost-Aziatische krijgskunst van Chinese afkomst. De term is een verzamelnaam voor meerdere oosterse krijgskunsten en een synoniem voor Quanfa (拳法, principe van de vuist). Het kwam terecht in Zuidoost-Azië vanuit Fujian en is nu een onderdeel van hun cultureel erfgoed. Het wordt vooral op Sulu, Sabah en gedeeltelijk op Borneo beoefend.